# Прусська коректура
Прусська коректура (лат. Ius Terrae Nobilitaits Prusssiae Correctum Anno MDXCVIII) — збірка загального права в Королівській Пруссії, що була створена внаслідок кодифікації кульмського права.

## Історія
У 1476 році Казимир IV Ягеллончик, король Польщі, увів обов'язкове застосування в Польщі кульмського права, але шляхта була незадоволена цим рішенням, вважаючи, що порушуються її права. Водночас відбулася реформа судочинства на основі кульмського права. Втім порядок застосування, кодифікації кульмського права тривалий час не було вирішено.
З початку 1560-х років працювали кодифікаційні комісії Королівської Пруссії. У 1566 році відбулася Лідзбарська ревізія, 1580 року — Новомійська ревізія, 1594 року — Торунська ревізія. Усі ці ревізії не набули офіційного статусу, оскільки не були затверджені королем Речі Посполитої та генеральним сеймиком Королівської Пруссії. У 1589 і 1590 роках король Сигізмунд III Ваза видав конституції, які гарантували прусській шляхті деякі права в галузі судочинства. Разом з тим король виступив проти створення окремого судового трибуналу для Королівської Пруссії. Разом з тим робота кодифікаційних комісій тривала до 1597 року.
1597 року генеральний сеймик Королівської Пруссії доручив правникові Рейнгольду Гайденштайну і члену Коронного Трибуналу в Пйотркуві Миколаю Нівесцінському завершити кодифікацію. На початку 1598 року готовий проект кодиковано права під назвою «Прусська коректура» було затверджено генеральним сеймиком. У квітні того ж року за підтримки коронного підканцлера Пйотра Тиліцького вальний сейм Речі Посполитої також затвердив «Прусську коректуру».
Разом з тим король звернувся до генерального сеймику з закликом усунути суперечності між різними правовими актами, на що шляхта Королівської Пруссії не погодилася. Внаслідок цього офіційне впровадження «Прусської коректури» було зупинено. У липні 1599 року відбувся ревізійний сейм в Торуні, де розглядалися суперечливі положення. Зрештою у вересні того ж року «Прусська коректура» була опубліковано й вступила в законну силу. У 1739, 1749 і 1753 роках відбулося її видання Коронним Трибуналом в Любліні.
Після розподілів Речі Посполитої деякі положення «Прусської коректури» діяли в Великому герцогстві Варшавському (поряд з цивільним кодексом Наполеона). У 1825 році використовувалася при створенні Цивільного кодексу Царства Польського Російської імперії.

## Характеристика
Складено латинською мовою. Разом з кульмським правом в «Прусській коректурі» використовувалося магдебурзьке і любецьке право, а також польське публічне право й звичаєва польська судова практика.
Надавала право станам Королівської Пруссії на подальше вдосконалення їх прав і запровадження нових змін в нормативно-правові акти. Значна частина його статей стосувалося судочинства і процесуального права, також регулювало окремі сфери приватного права, насамперед спадкове і сімейне право.
Оскільки польське земське право не було кодифіковано протягом існування Речі Посполитої, то адвокати (також й на українських землях) часто використовували «Прусську коректуру» в судах, покладаючись на привілей короля, згідно з яким «Прусська коректура» ставала чинною в Королівській Пруссії та за її межами.

## Структура
Складалася з 7 титулів (розділів) та 158 статей.
- I розділ: De successionibus (Про спадки, 18 абзаців) та De inventario (Про інвентаризацію)
- II розділ: De donationibus et testamentis (Про пожертвування та заповіти) містить 6 статей
- III розділ: De tutelis (Про опіку) містить 20 статей
- IV розділ: De praescriptionibus (Пр заперечення обмежень) містить 2 статті
- V розділ: De magistratibus et iudicis (Про посадових осіб та суддів) містить 42 статті
- VI розділ: De processu in causis civilibus (Про цивільне провадження) містить 47 статей; De spoliato ante omnia restituendo (Для відновлення того, що було пограбовано) містить 1 статтю; De litis impensis (Судові витрати) містить 12 статей
- VII розділ: De finibus regundis (Про завершення розгляду) містить 26 статей.